# Tương Đông
Tương Đông (giản thể: 湘东区; phồn thể: 湘東區; bính âm: Xiāngdōng Qū) là một khu (quận) thuộc thành phố Bình Hương, tỉnh Giang Tây, Trung Quốc.

## Hành chính
Tương Đông được chia ra làm 11 đơn vị hành chính cấp hương, gồm 1 nhai đạo, 8 trấn và 2 hương
- Nhai đạo: Hạp Sơn Khẩu (峡山口街道)
- Trấn: Tương Đông (湘东镇), Hà Nghiêu (荷尧镇), Lão Quan (老关镇), Lạp Thị (腊市镇), Hạ Phụ (下埠镇), Bài Thượng (排上镇), Đông Kiều (东桥镇), Ma Sơn(麻山镇)
- Hương: Quảng Hàn Trại (广寒寨乡), Bạch Trúc (白竺乡)